# Bazylika św. Brygidy w Gdańsku
Bazylika św. Brygidy – kościół Solidarności w Gdańsku, w najstarszej części miasta, obok kościoła św. Katarzyny.

## Historia

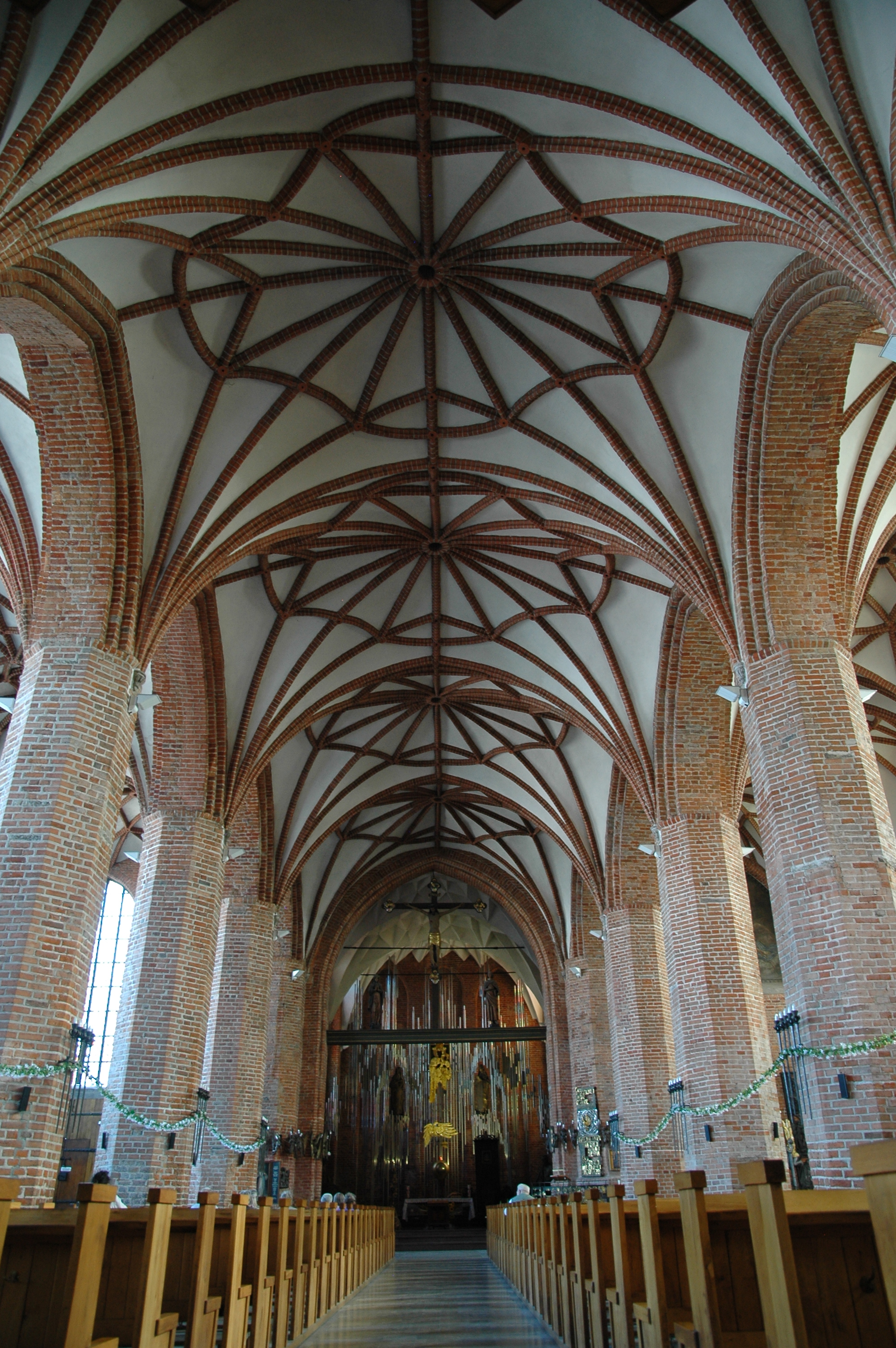
Nawa główna

### Kaplica pokutnic
Około 1350 roku na wschód od kościoła parafialnego św. Katarzyny istniała kaplica pokutnic pod wezwaniem św. Marii Magdaleny. Z czasem została rozbudowana, a następnie wkomponowana w bryłę kościoła klasztornego. W pobliżu kaplicy, jak głosi czternastowieczny ludowy przekaz, ukazała się Matka Boska, co dało początek wiary w uzdrawiającą moc wody czerpanej ze studzienki znajdującej się w obrębie klasztornej zabudowy. W 1974 roku podczas prac porządkowych na dawnym dziedzińcu klasztornym odkryto ocembrowaną ciosanymi kamieniami i zwieńczoną ceglanym gzymsem koronującym studnie, której wiek  został oceniony na połowę XII wieku.
W 1374 roku w Gdańsku, w drodze z Rzymu do Vadsteny w Szwecji, zatrzymał się kondukt żałobny z doczesnymi szczątkami założycielki Zakonu Najświętszego Zbawiciela świętej Brygidy Szwedzkiej. Mieszkańcy Gdańska oddali głęboki hołd zmarłej, której sarkofag z relikwiami umieszczono najpierw w kościele Mariackim, a następnie przeniesiono go do kaplicy pokutnic.
Przechowywanie relikwii Sługi Bożej zapoczątkowało wielki kult św. Brygidy na całym Pomorzu. W 1392 roku z Vadsteny przybyło do Gdańska, na prośbę wielkiego mistrza krzyżackiego, kilka sióstr, w celu przekształcenia stowarzyszenia gdańskich pokutnic w regularny klasztor Najświętszego Zbawiciela. Rozpoczęły one duchową formację i już rok później, zachęcone wynikami swojej pracy i akceptacją miejscowej ludności, wystąpiły do papieża Bonifacego IX o formalne wyrażenie zgody na założenie klasztoru w Gdańsku. Zgoda została udzielona w 1394 roku.

### Klasztor brygidek w Gdańsku
8 grudnia 1396 roku został oficjalnie erygowany klasztor Zakonu Najświętszego Zbawiciela w Gdańsku, dla którego macierzystym domem zakonnym był zakon w Vadstenie. Równolegle z erygowaniem zakonu podjęto budowę kościoła klasztornego, która z przerwami trwała do 1512 roku. 4 grudnia 1397 roku bp Stefan z Chełmży dokonał konsekracji nowego halowego, 6-przęsłowego kościoła klasztornego, który w 1514 roku został przebudowany na charakter świątyni trójnawowej.
W 1400 roku wzniesiono klasztor męski, który od żeńskiego, zgodnie z przepisami św. Brygidy, oddzielał wysoki mur. Do zadań ojców brygidian, żyjących według reguły Zakonu Najświętszego Zbawiciela, należało sprawowanie liturgii w kościele klasztornym, otoczenie opieką sióstr brygidek, a w razie potrzeby służenie duszpasterską pomocą miejscowemu biskupowi. Rozkwit zakonu przypadł na okres XV i XVI wieku. W tym czasie wzrastała liczba powołań, poddawano ciągłej rozbudowie i modernizacji kościół i budynki klasztorne.

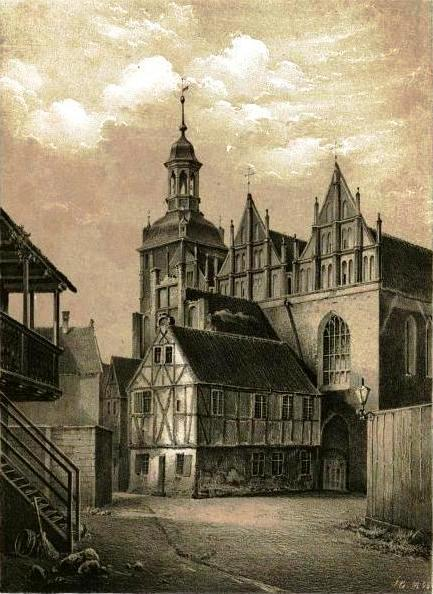
Widok archiwalny

Pogorszenie sytuacji nastąpiło w 1587 roku. Najpierw spłonął kościół wraz z częścią zabudowy mieszkalnej, potem zaczęły narastać konflikty z luteranami, którzy już wtedy zasiadali w radzie miasta. Do pasma niepowodzeń należy dodać przynajmniej dwa grabieżcze napady na klasztor i zakaz przyjmowania do zakonu nowicjuszek, prowadzący do zmniejszenia liczby zakonnic. W konsekwencji następował rozkład życia wspólnotowego, a materialnie klasztor mocno podupadł.
W 1592 roku biskup Hieronim Rozdrażewski, ordynariusz włocławski, wydał dekret nakazujący przekazanie dóbr klasztornych sióstr brygidek ojcom jezuitom. Przeciwko decyzji biskupa, a tym samym przybyciu do Gdańska jezuitów, zaprotestowała rada miasta, w której zasiadali zwolennicy Marcina Lutra. Jezuici jednak nie tylko przybyli do grodu nad Motławą, ale w 1606 roku przejęli duszpasterstwo nad brygidkami, uzupełnionymi liczebnie kilkunastoma siostrami z rozwiązanego zakonu w Vadstenie. Wszystko to sprawiło, iż Zakon Najświętszego Zbawiciela znów stał się silną i potężną wspólnotą zakonną. Odbudowano dzięki pomocy biskupa włocławskiego prymasa Polski Jana Tarnowskiego kościół, odtworzono nowicjat, a także założono klasztorną szkołę dla dziewcząt.

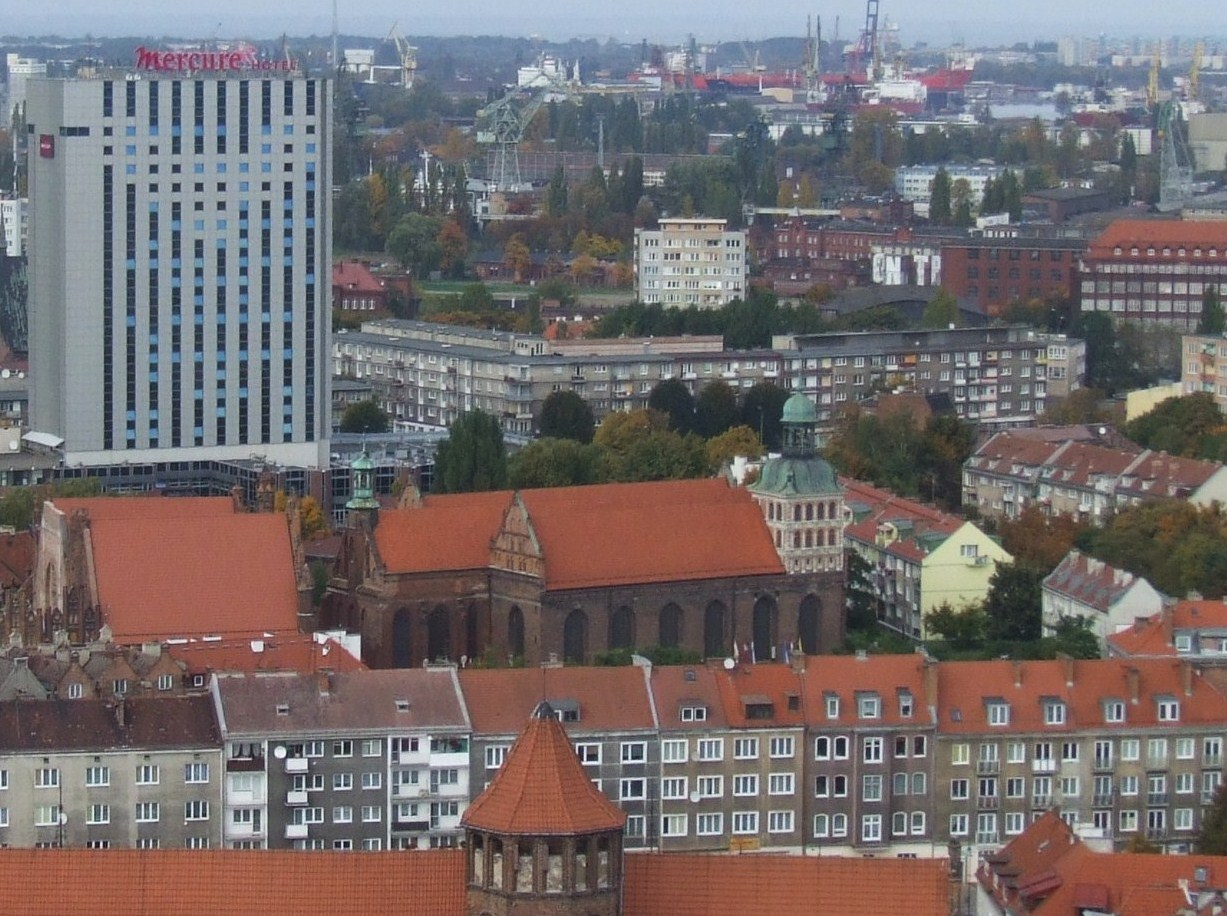
Widok na bazylikę z lotu ptaka

Kościół poddano renowacji i odbudowie według planów szwedzkiego kościoła w Vadstenie. Po odbudowie świątynia przypominała wyglądem potężną trójnawową budowlę i miała jedenaście ołtarzy zdobionych malowidłami gdańskich mistrzów. Prezbiterium, wbrew powszechnym praktykom, umieszczono po stronie zachodniej. Nawy boczne otrzymały renesansowe gwiaździste sklepienie na wzór kościoła cysterskiego w Oliwie. Charakterystyczna dla tej budowli dzwonnica została ustawiona zgodnie z projektem Piotra Willera w południowo-wschodnim rogu świątyni. Otrzymała piękny renesansowy wystrój, a w 1674 roku przykryto ją barokowym hełmem.
Wieki XVII i XVIII były znowu okresem spokoju dla klasztoru Brygidek w Gdańsku. Liczba zakonnic wahała się od 40 do 60 sióstr. W tym czasie kościół wzbogacony został o liczne obrazy i sprzęty oraz paramenty liturgiczne. W 1724 roku została zbudowana nowa sygnaturka z dzwonem po zachodniej stronie kościoła, nad głównym ołtarzem, oraz organy. Znacznie powiększono bibliotekę klasztorną.

### Parafia przy kościele zakonnym
W 1660 roku przy kościele klasztornym pw. św. Brygidy po raz pierwszy została utworzona parafia. Sprawowanie pieczy nad nią powierzono dwóm ojcom bygidianom, specjalnie oddelegowanym z zakonu. Pozostali ojcowie, zgodnie z regułą, obejmowali opieką duszpasterską i sakramentalną siostry brygidki. W tym czasie pierwszy kościół parafialny w Gdańsku pw. św. Katarzyny był już w posiadaniu protestantów.

### Sytuacja zakonu po rozbiorach Polski

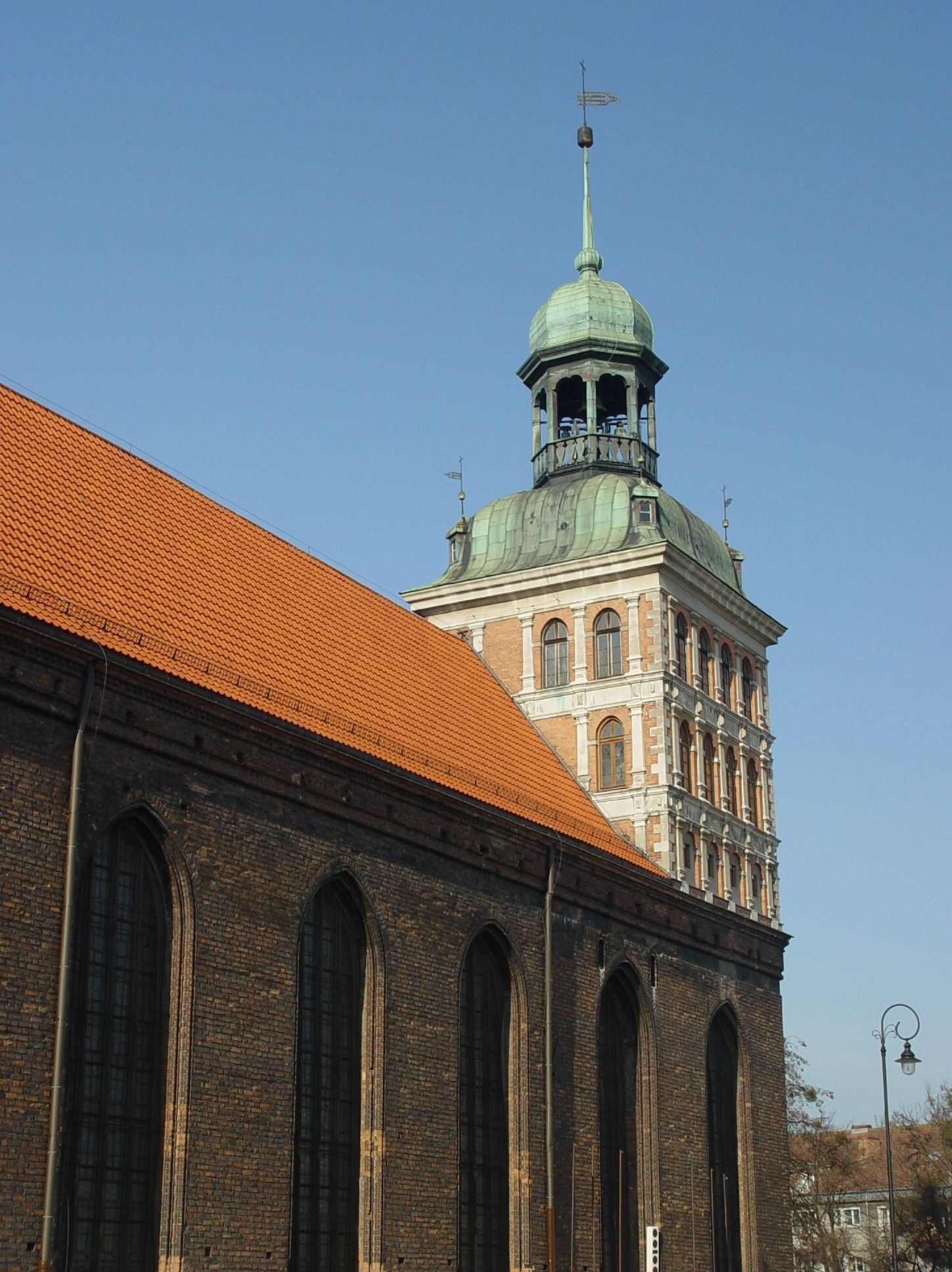
Nawa południowa z wieżą

Wraz z rozbiorami Polski zmieniła się sytuacja zakonu. Prusy wchłonęły Gdańsk po II rozbiorze, zagarnęły majątek zakonu św. Brygidy, ograniczając zarazem przyjmowanie nowicjuszek. Z czasem całkowicie zabroniono przyjmowania do nowicjatu nowych kandydatek. Spowodowało to znaczące zmniejszenie liczby sióstr w zakonie, a klasztor i tym samym kościół, zaczął ulegać stopniowej dewastacji.
Do dewastacji przyczyniały się działanie związane z kampanią rosyjską wojsk napoleońskich z 1807 roku. Wojsko francuskie zajęło wszystkie pomieszczenia zakonne sióstr brygidek i zakonników brygidianów, przekształcając je na koszary, w kościele zaś utworzono fabrykę zbrojeniową. W tym okresie zginęło z kościoła wiele drogocennych przedmiotów, ozdób i paramentów liturgicznych. Siostry zostały zmuszone do opuszczenia klasztoru na czas pobytu żołnierzy wojsk napoleońskich. Po powrocie nie dane było długo się cieszyć życiem zakonnym, ponieważ na mocy rozporządzenia króla Prus Fryderyka Wilhelma III w 1817 roku nastąpiła sekularyzacja gdańskiego klasztoru św. Brygidy. Decyzja króla pruskiego oznaczała, że po śmierci ostatniej z żyjących zakonnic klasztor przejdzie na własność rządu pruskiego. Ostatnia z sióstr, Anna Maria Netki, zmarła 26 sierpnia 1885 roku i została pochowana w podziemiach kościoła św. Brygidy w Gdańsku obok swoich współsióstr.
31 marca 1840 roku w celu ratowania tego, co pozostało z klasztoru św. Brygidy, biskup włocławski erygował parafię wojskową przy kościele św. Brygidy. W latach 1849–1851 budynki klasztorne poddano rozbiórce, a na ich miejscu zbudowano dzisiejszą plebanię.

### Dzieje kościoła w okresie Wolnego Miasta Gdańska
Po I wojnie światowej na mocy traktatu wersalskiego zostało utworzone Wolne Miasto Gdańsk, które terytorialnie, w części miejskiej, weszło pod zarząd biskupa chełmińskiego ze stolicą w Pelplinie. W 1920 roku biskup chełmiński Augustyn Rosentreter erygował parafię terytorialną wydzieloną z parafii św. Katarzyny. Granice parafii obejmowały część Starego Miasta, Osiek, tereny wokół gdańskich stoczni, Zielony Trójkąt i terytorium graniczące z Nowym Portem. Podział ten obowiązywał do roku 1994, kiedy została wydzielona parafia św. Katarzyny Szwedzkiej na Zielonym Trójkącie. Po utworzeniu diecezji gdańskiej w 1925 roku parafia św. Brygidy prowadziła obok duszpasterstwa w języku niemieckim duszpasterstwo w języku polskim. Stan ten trwał do 1 września 1939 roku, czyli do wybuchu II wojny światowej.

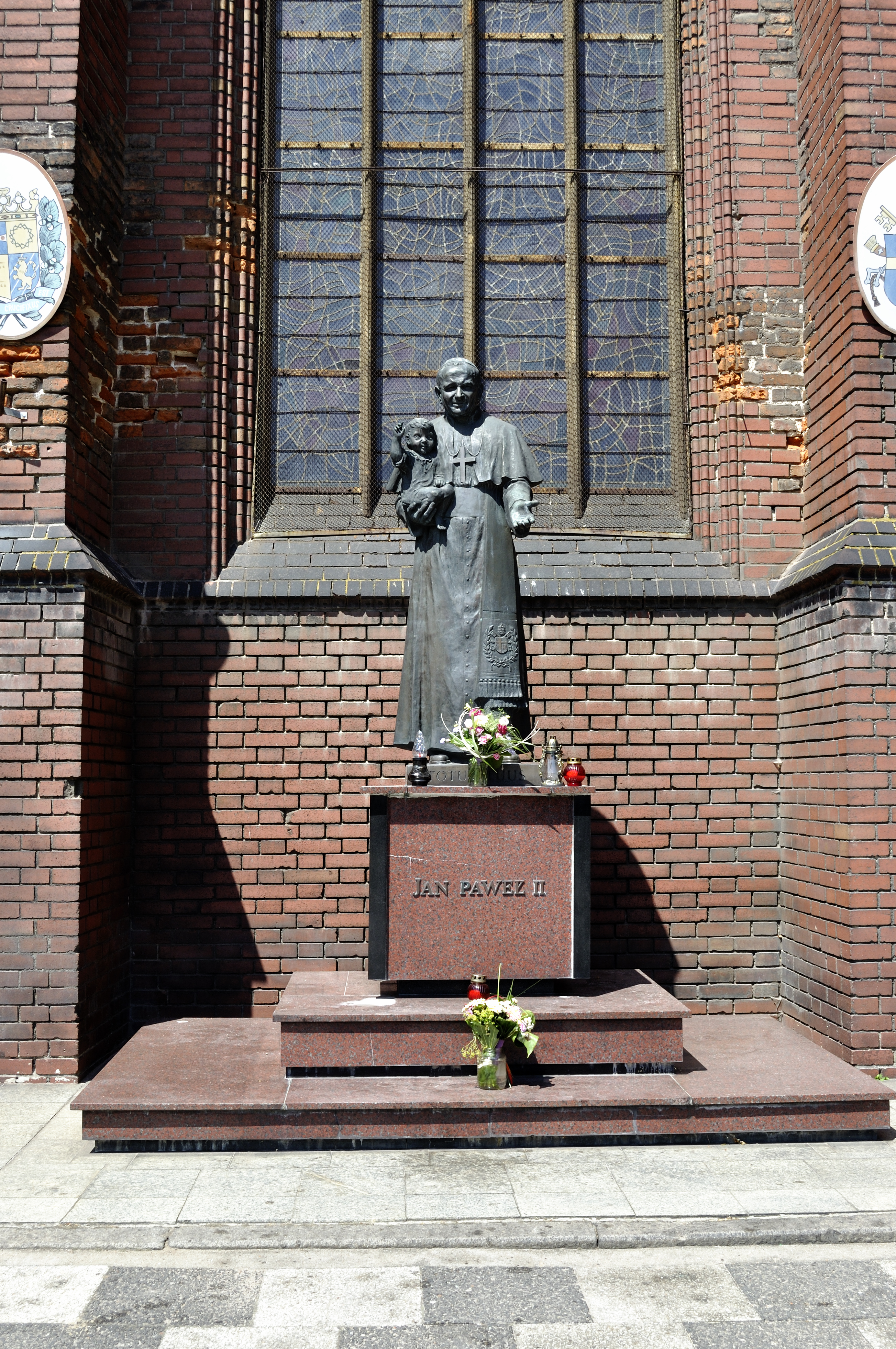
Pomnik św. Jana Pawła II przed Bazyliką

### Dzieje kościoła po II wojnie światowej
30 marca 1945 roku Gdańsk został zdobyty przez wojska radzieckie i polskie. Rosjanie traktowali te tereny jako tereny niemieckie, dlatego przez kolejne trzy tygodnie dewastowali, plądrowali i palili mieszkania i budynki, w tym kościoły i świątynie zarówno katolickie, jak i protestanckie. Jedynym kościołem, który nie uległ dewastacji, był kościół św. Mikołaja. Żołnierze Armii Czerwonej, już po wyzwoleniu, poważnie uszkodzili kościół św. Brygidy, w wyniku czego pozostały po nim mury i część sklepienia nad prezbiterium. Zawaleniu uległa znaczna część dachu i sklepienie, zwłaszcza w nawie północnej i południowej. Bardzo poważnie zniszczono wyposażenie wnętrza. Dzieła zniszczenia dopełniły pożary w 1957 i w 1969 roku. W takim stanie ruiny kościoła niszczały do 1970 roku.
19 lutego 1970 roku, po usilnych staraniach czynionych nieprzerwanie od czasu zakończenia II wojny światowej przez stronę kościelną, władze komunistyczne przekazały ruiny kościoła św. Brygidy diecezji gdańskiej. Ówczesny biskup gdański Lech Kaczmarek mianował proboszczem parafii św. Brygidy księdza Henryka Jankowskiego, który nie czekając na oficjalne pozwolenie, rozpoczął odgruzowywanie kościoła. W latach 1972–1974 wielkim nakładem sił i środków przywrócono kościołowi jego historyczny wygląd. Prace rekonstrukcyjne prowadzono pod kierunkiem inżynierów Zenona Sykutery i Kazimierza Macura. Rekonstrukcji zniszczonych sklepień podjął się murarz Marek Mężyk. Odbudowano również całkowicie zniszczoną zabytkową wieżę. W wyniku podjętych robót przywrócono zewnętrznej bryle przedwojenny kształt, nie udało się jednak tego zrobić w stosunku do wewnętrznego wystroju świątyni, co bez dokumentacji i szczegółowych planów jest dzisiaj niemożliwe.
Dnia 8 października 1983 roku odbudowany kościół został rekonsekrowany przez ks. bpa Lecha Kaczmarka, a pięć lat później stał się Sanktuarium Matki Bożej Królowej Świata Pracy. Na terenie parafii znajdowały się w tym czasie trzy stocznie i liczne inne duże zakłady pracy.

### Okres Solidarności

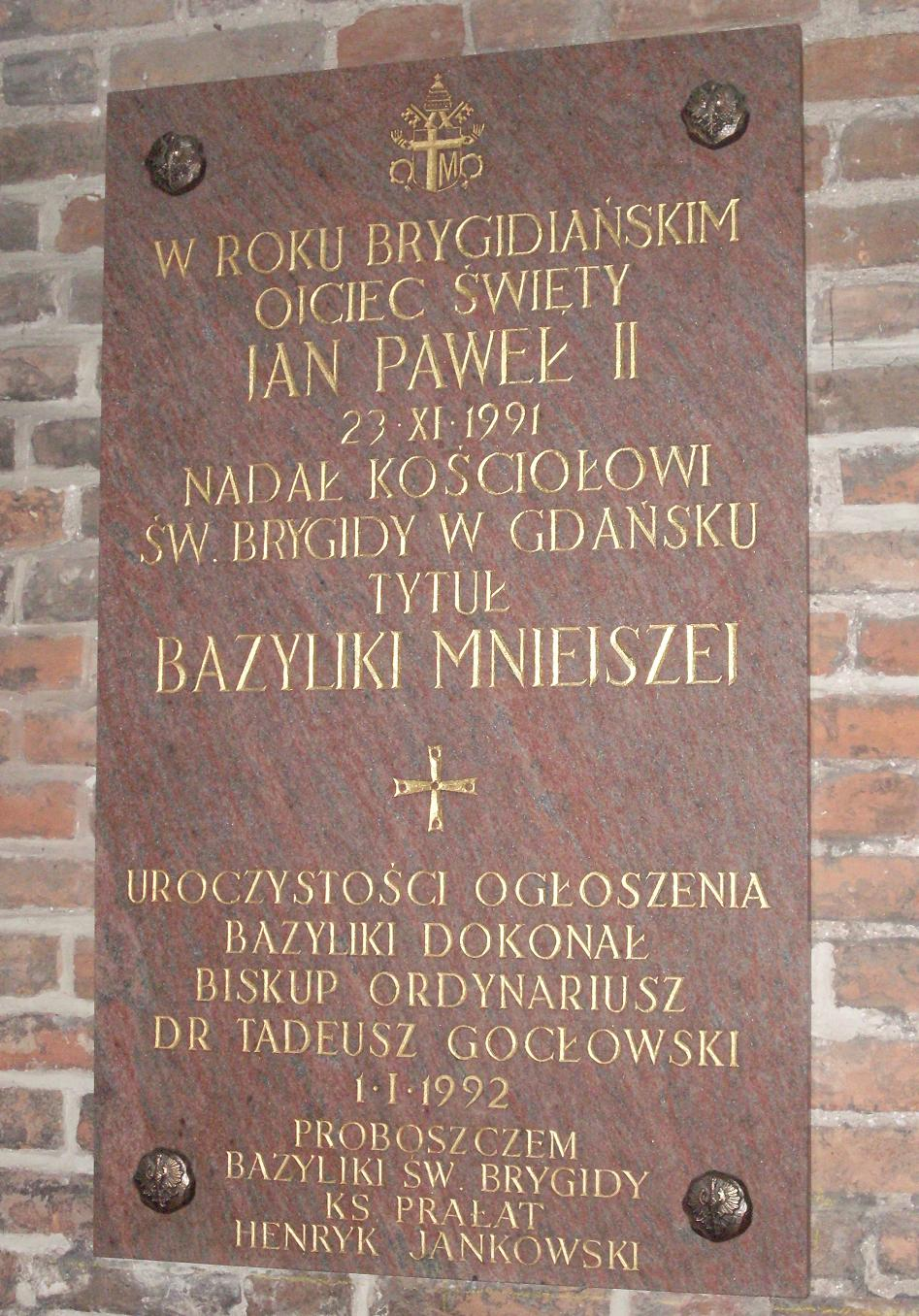
Nadanie tytułu Bazyliki Mniejszej

Wydarzeniem, które wywarło znaczący wpływ w historii kościoła św. Brygidy, były wydarzenia związane ze strajkami w Sierpniu 1980 roku, kiedy to kościół św. Brygidy stał się centrum opieki duszpasterskiej nad strajkującymi robotnikami. Po ogłoszeniu stanu wojennego 13 grudnia 1981 roku kościół św. Brygidy, dzięki ówczesnemu proboszczowi księdzu Henrykowi Jankowskiemu, stał się ważnym punktem oporu przeciwko reżimowi komunistycznemu oraz miejscem wsparcia zdelegalizowanej „Solidarności” i jej członków. Na plebanii znaleźli pomoc m.in. Lech Wałęsa, Tadeusz Mazowiecki, Jacek Kuroń, Adam Michnik, Bronisław Geremek, Andrzej Gwiazda, Marek Jurek i ksiądz Jerzy Popiełuszko.
Kościół św. Brygidy, postrzegany jako kościół „Solidarności”, gromadził ludzi mających wielki i znaczący wpływ na ówczesne dzieje świata. Należeli do nich: prezydenci Stanów Zjednoczonych Ameryki Ronald Reagan z małżonką, George Bush z małżonką, prezydent Niemiec Richard von Weizsäcker, prezydent Francji François Mitterrand, premier Wielkiej Brytanii Margaret Thatcher, brytyjska księżniczka Anna, senator Ted Kennedy z rodziną, królowa Holandii Beatrix, król Szwecji Karol XVI Gustaw oraz wielu ambasadorów akredytowanych w Warszawie.

### Okres III Rzeczypospolitej
W roku brygidiańskim papież Jan Paweł II, 23 listopada 1991, nadał kościołowi świętej Brygidy w Gdańsku tytuł Bazyliki Mniejszej, uroczystości ogłoszenia Bazyliki dokonał biskup Tadeusz Gocłowski ordynariusz diecezji gdańskiej 1 stycznia 1992 roku. Funkcję proboszcza pełnił ksiądz prałat Henryk Jankowski.
17 lipca 2010 odbył się pogrzeb księdza prałata Henryka Jankowskiego, na który przybyło parę tysięcy osób z Gdańska i całej Polski. Ciało księdza prałata spoczęło w krypcie kościoła św. Brygidy w nawie bocznej bazyliki.
W 2010 roku rozpoczęła się, dzięki wsparciu Miasta Gdańska, renowacja elewacji zewnętrznej nawy południowej wraz z wieżą, a w roku 2011 renowacja elewacji zewnętrznej trzech stron prezbiterium.
W 2010 pod baptysterium odkryto kryptę ze szczątkami osób pochowanych w kościele.

## Wyposażenie wnętrza
Kościół św. Brygidy stanowi swoiste narodowe sanktuarium wyposażone w liczne elementy patriotyczne, oraz upamiętniające walki narodowowyzwoleńcze Narodu Polskiego. W kościele znajdują się m.in.:
- bursztynowy ołtarz (zaprojektowany przez prof. Stanisława Radwańskiego i bursztynnika Mariusza Drapikowskiego) w prezbiterium z kopią wizerunku Matki Bożej Jasnogórskiej; odsłonięty 16.12.2017[4].
- płaskorzeźba Matki Bożej przyozdobiona w suknię z wizerunkami herbów miast polskich,
- płaskorzeźba błogosławionego Kościoła katolickiego Jerzego Popiełuszki w symbolicznym grobie,
- drewniane krzyże z gdańskich stoczni z okresu strajków 1980 i 1988,
- drzwi z brązu z wizerunkami 152 postaci ukazujących historię „Solidarności”,
- epitafium przypominające o męce Polaków wymordowanych przez Ukraińców podczas rzezi wołyńskiej i czystki etnicznej w Małopolsce Wschodniej,
- epitafium poświęcone zbrodni katyńskiej z ziemią z miejsc kaźni polskiej inteligencji, składa się z kilkuset krzyży, z których każdy ma wymiar 17 cm x 9 cm, co symbolizuje datę agresji Związku Sowieckiego na Polskę 17 września 1939[5].
- epitafia upamiętniające pamięć żołnierzy Armii Krajowej, Narodowych Sił Zbrojnych, Tajnej Organizacji Wojskowej „Gryf Pomorski”, Zrzeszenia „Wolność i Niezawisłość”, cichociemnych i in.,
- tablice pamiątkowe ku pamięci Marszałka Polski Józefa Piłsudskiego, generała Władysława Sikorskiego, biskupa Edmunda Nowickiego, majora Zygmunta Szendzielarza ps. „Łupaszka”, porucznika Józefa Dambka, podporucznika Antoniego Burzyńskiego ps. „Kmicic”,
- urny z ziemią z miejsc polskiej martyrologii, m.in.: z obozu koncentracyjnego Stutthof, lasu Szpęgawskiego, Piaśnicy, Bydgoskiej Doliny Śmierci i innych,
- ogrodzenie ołtarza Matki Bożej Fatimskiej z wizerunkami orła polskiego z różnych okresów historycznych, z herbem Rzeczypospolitej Obojga Narodów pośrodku

Nad wszystkimi powyższymi projektami osobiście sprawował piecze prałat Henryk Jankowski, a wiele z nich wyszło bezpośrednio z jego inicjatywy.

## Proboszczowie

### parafialny kościół garnizonowy
- ks. Wojciech Fibag 1840–1855
- ks. Karol Jureschko 1855–1867
- ks. Abdon Stengart 1867–1898
- ks. dr Johann Berendt 1898–1907
- ks. dr Franz Michalski 1907–1920

### kościół parafialny

#### przed rokiem 1949
- ks. dr Emil Moske 1920–1939

#### po roku 1949
- ks. proboszcz Henryk Jankowski (1970 – wrzesień 2009)
  - ks. administrator Krzysztof Czaja (listopad 2004 – grudzień 2005)
  - ks. administrator Tadeusz Balicki (grudzień 2005 – czerwiec 2008)
  - ks. administrator Jan Jasiewicz (lipiec 2008 – listopad 2008)
  - ks. administrator Tadeusz Ławicki (listopad 2008 – sierpień 2009) administrator
- ks.proboszcz Ludwik Kowalski (od września 2009)

## Galeria

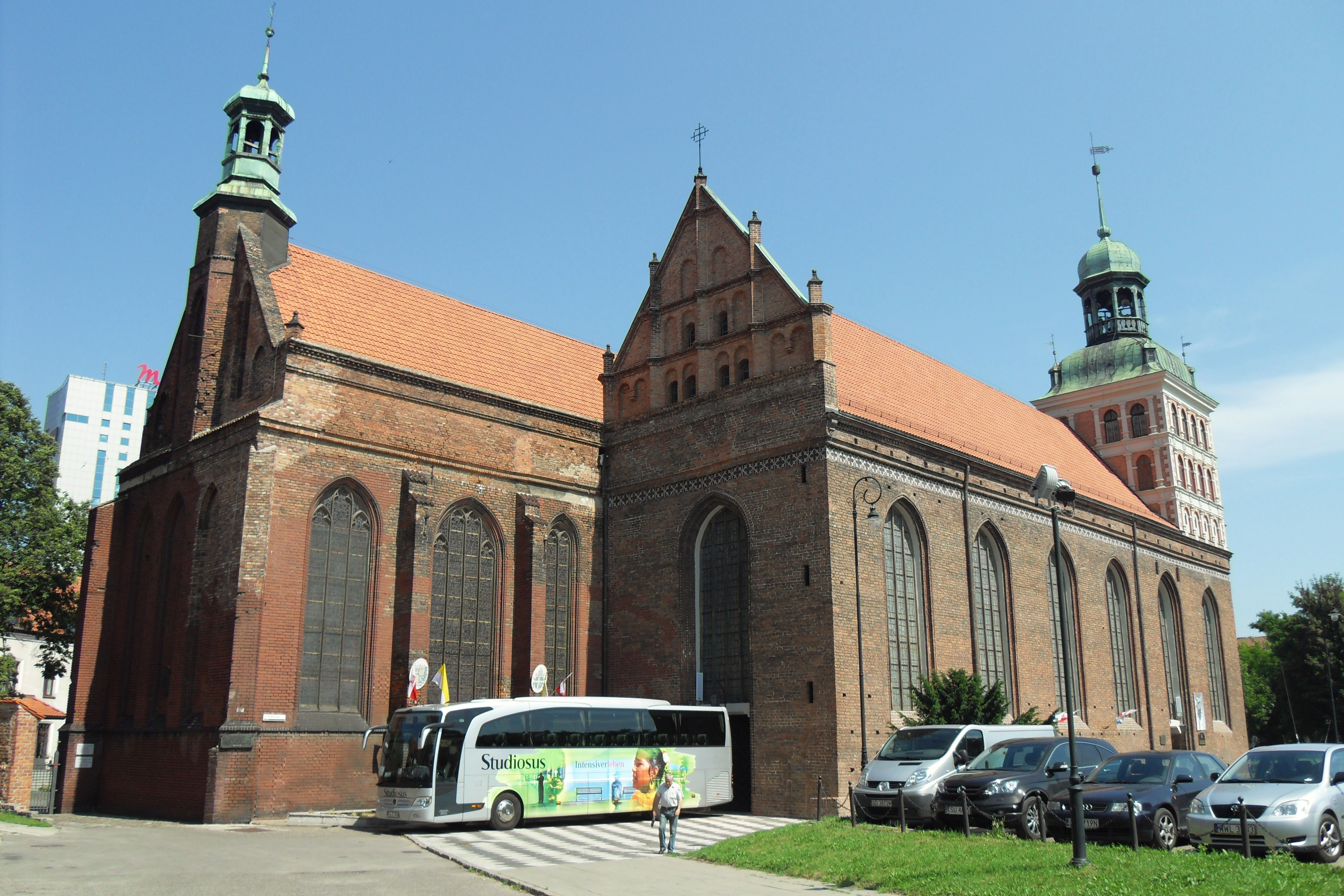
Widok z boku
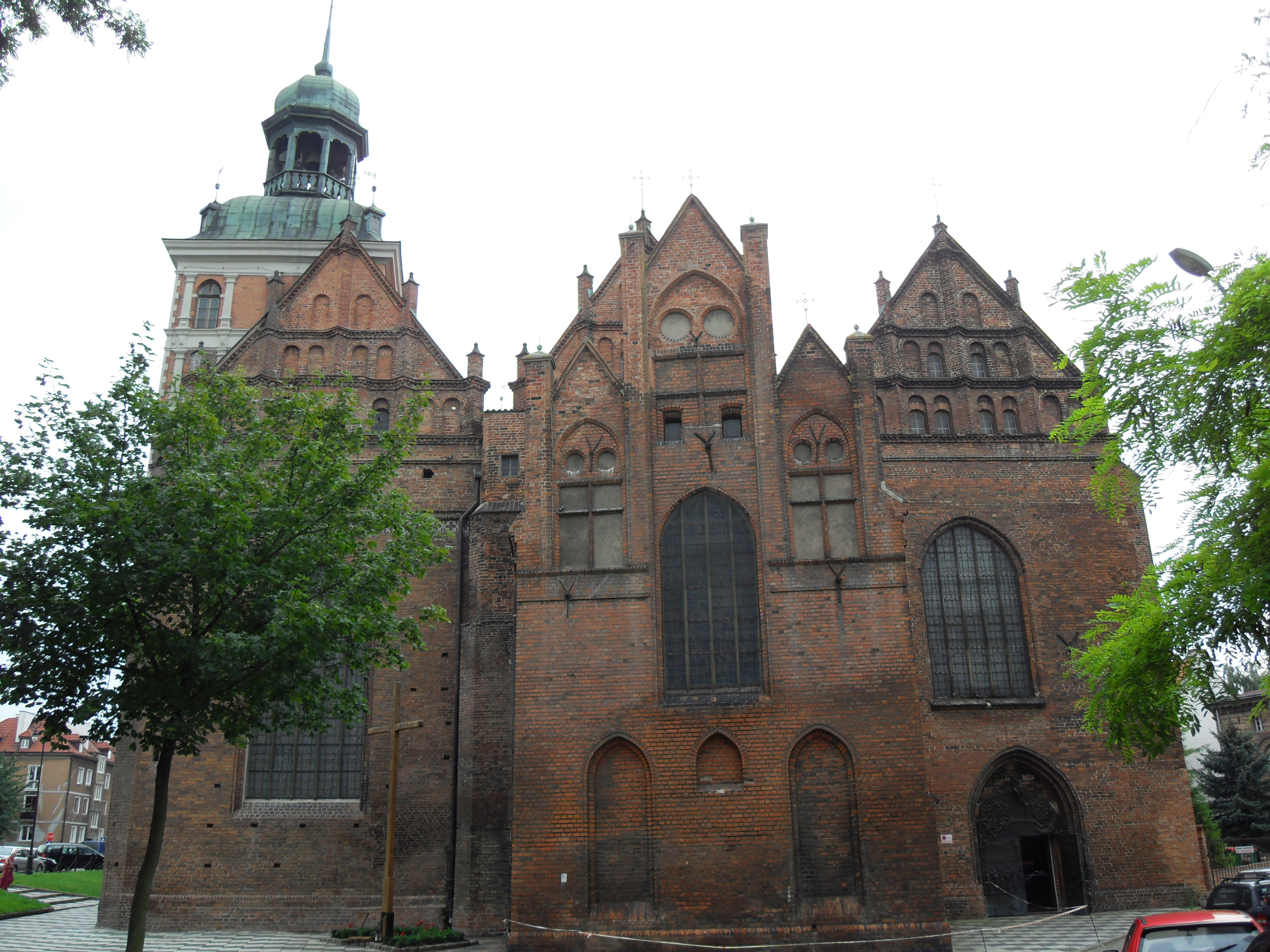
Fasada wschodnia
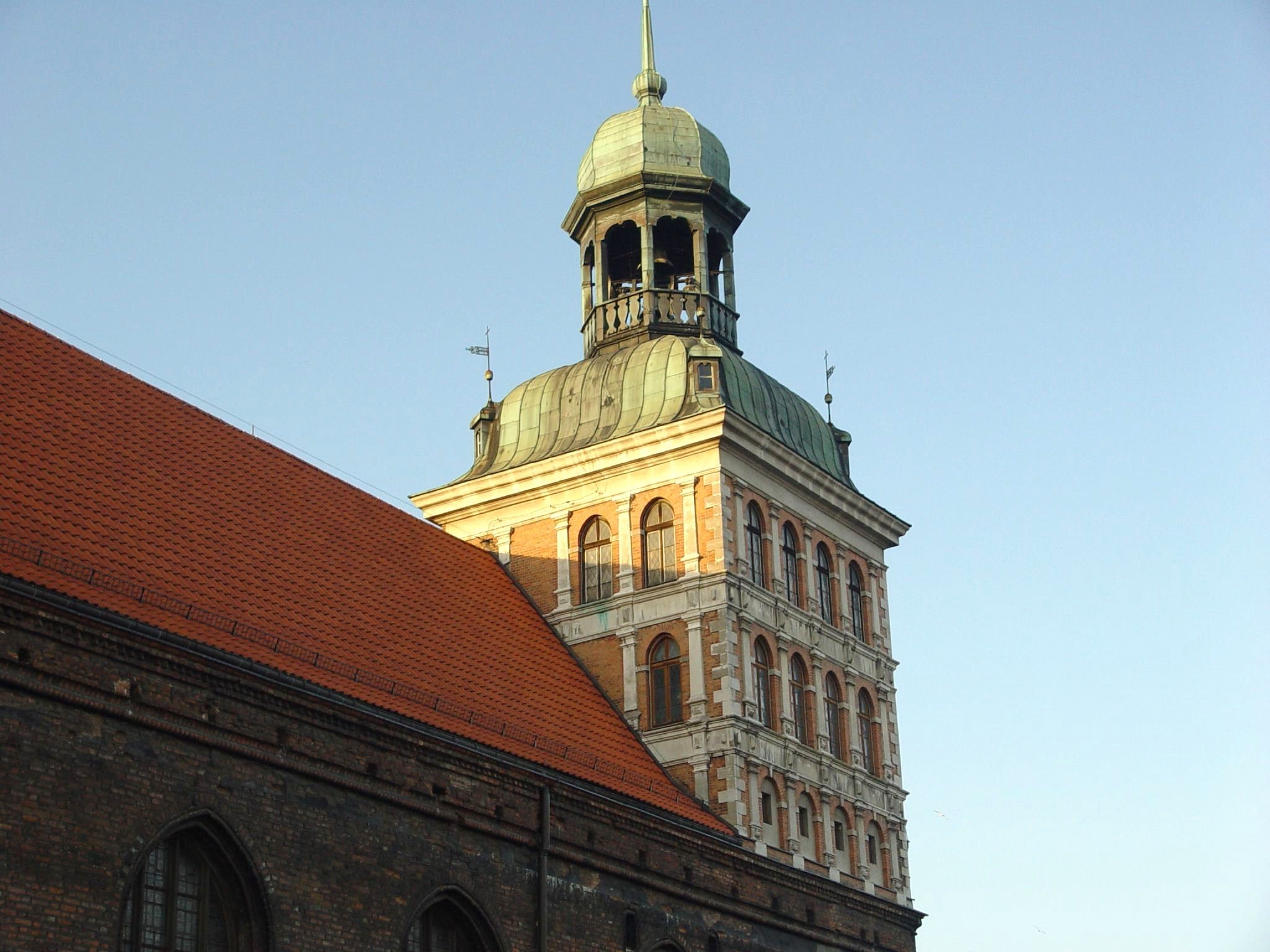
Wieża
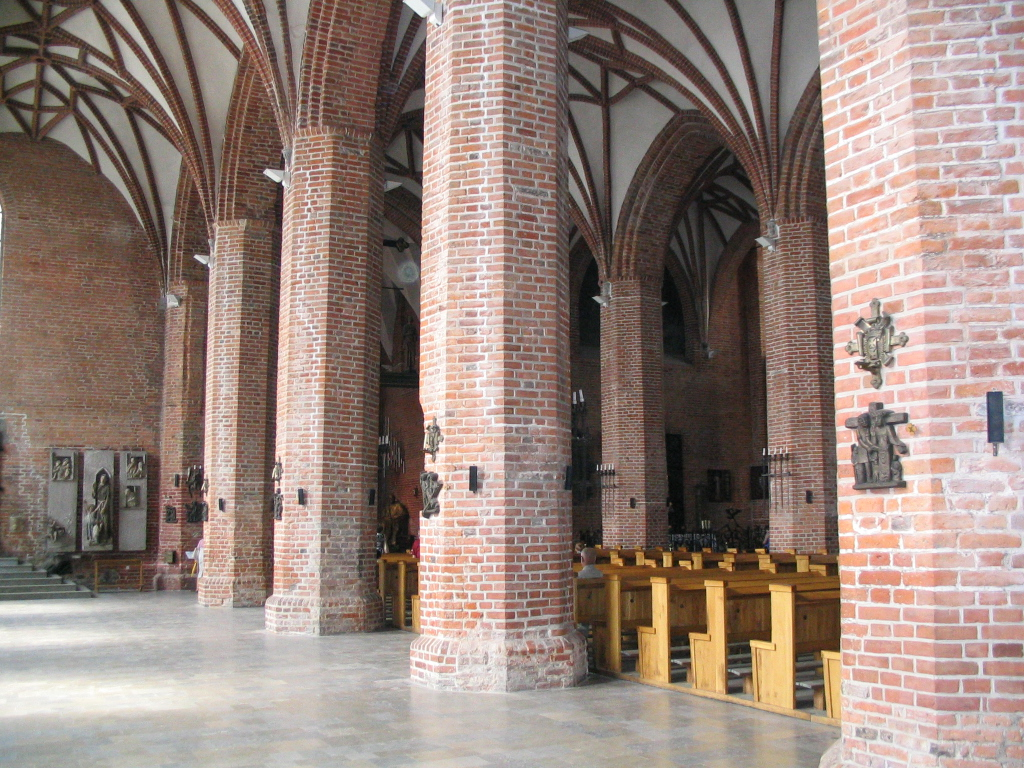
Nawa boczna
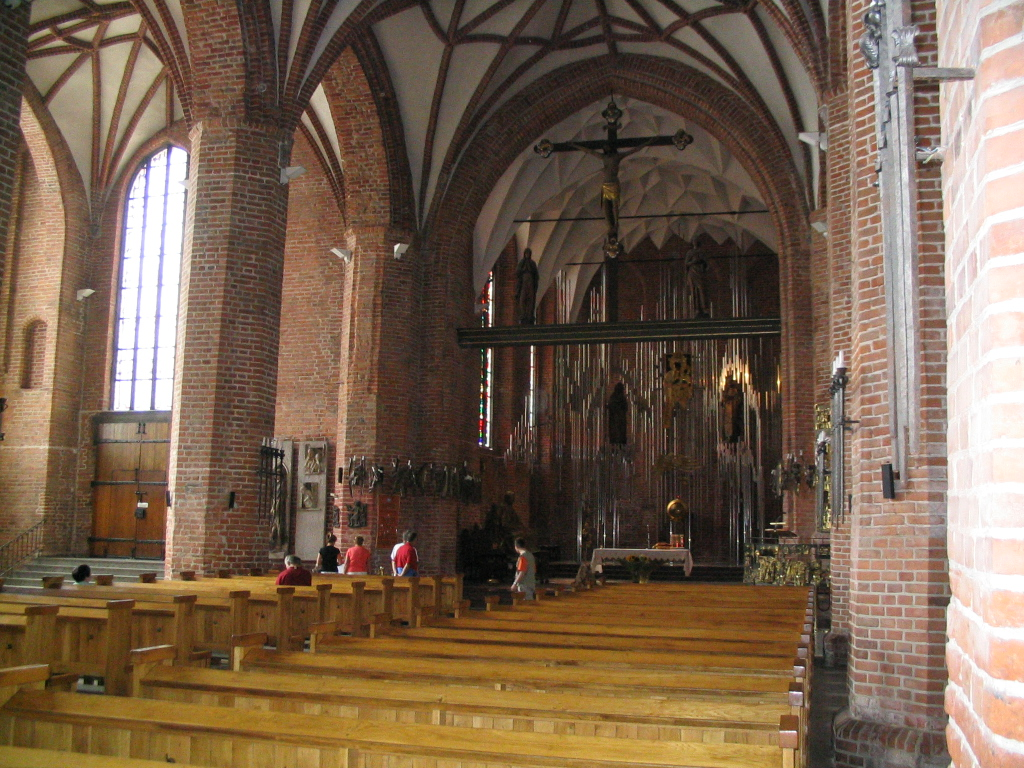
Prezbiterium
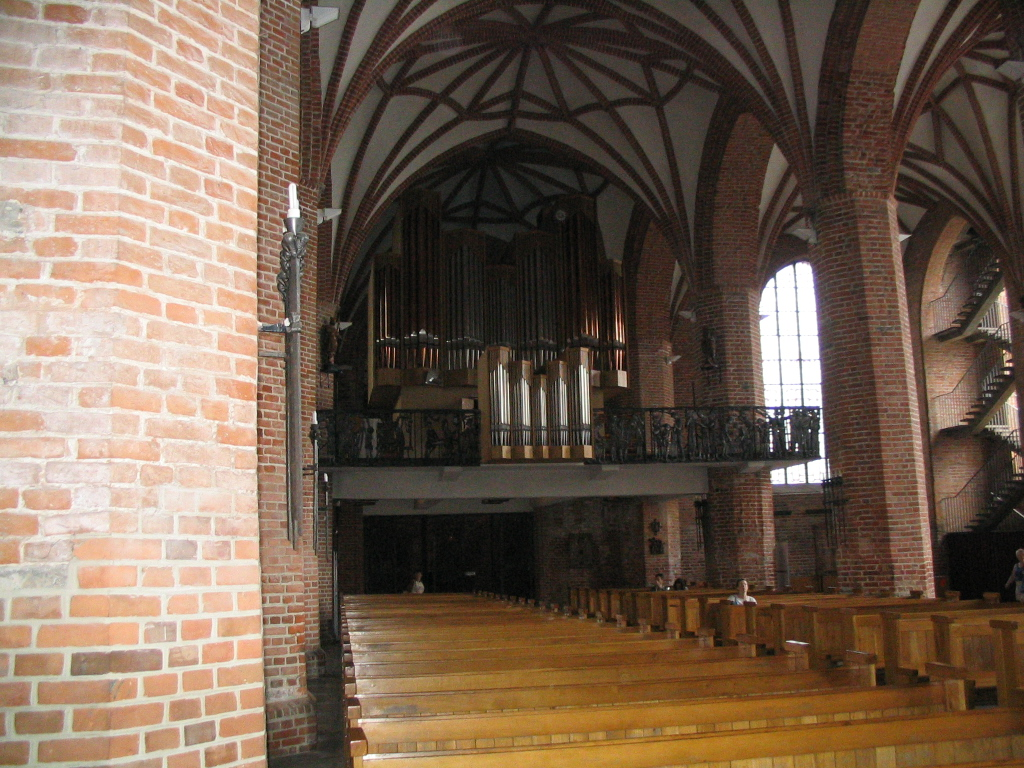
Prospekt organowy